# Rio São João (vattendrag i Brasilien, Mato Grosso, lat -11,78, long -50,74)
Rio São João är ett vattendrag i Brasilien.   Det ligger i delstaten Mato Grosso, i den centrala delen av landet, 500 km nordväst om huvudstaden Brasília.
Omgivningarna runt Rio São João är huvudsakligen savann. Trakten runt Rio São João är nära nog obefolkad, med mindre än två invånare per kvadratkilometer.